# 巴音胡硕镇
巴音胡硕镇，是中华人民共和国内蒙古自治区锡林郭勒盟东乌珠穆沁旗下辖的一个镇。

## 行政区划
巴音胡硕镇下辖以下地区：
查干胡舒社区、努仁化社区、巴彦胡舒社区、乌兰查布嘎查、乌兰哈达嘎查、舍布尔图嘎查、德勒哈达村、查干哈达村、呼仍陶勒盖村、霍布尔钦乌拉村、温都尔敖包村和斯仁音昭村。